# 21745 Shadfan
A 21745 Shadfan (ideiglenes jelöléssel 1999 RX168) a Naprendszer kisbolygóövében található aszteroida. A LINEAR projekt keretében fedezték fel 1999. szeptember 9-én.